# Championnats d'Europe de cyclisme sur route 2019
Navigation
Édition précédente Édition suivante
Les championnats d'Europe de cyclisme sur route 2019 ont lieu du 7 au 11 août 2019 à Alkmaar aux Pays-Bas. Au total treize titres sont décernés, sept en contre-la-montre et six en course en ligne. Par rapport à l'édition précédente, l'épreuve du relais mixte est ajoutée. L'organisation des championnats est attribuée en janvier 2019 par l'Union européenne de cyclisme. C'est la troisième fois après 2006 et 2012 que les Pays-Bas accueillent la compétition. Le parcours devrait emprunter des secteurs pavés.
L'allemande Lisa Klein est la seule participante à avoir obtenu trois médailles lors de ces championnats : la médaille d'argent lors du relais mixte et du contre-la-montre élite, la médaille de bronze lors de la course en ligne élite. Trois cyclistes ont obtenu deux médailles : la néerlandaise Amy Pieters, titrée sur le relais mixte et la course en ligne élite ; l'italien Edoardo Affini, troisième du relais mixte et du contre-la-montre élite ; l'italien Andrea Piccolo, 1er du contre-la-montre et 3e de la course en ligne chez les juniors.

## Présentation

### Choix de la ville organisatrice
L'organisation avait été initialement attribuée à Annecy, en France, mais les organisateurs souhaitaient des dates différentes en raison de la saison touristique très occupée du mois d'août et ont finalement annulé. L'UEC a ensuite demandé à la province néerlandaise de Drenthe d'organiser ces championnats d’Europe, après que leur candidature d'organiser les championnats du monde eut été rejetée. En janvier 2019, il restait plusieurs villes néerlandaises dans la course, mais les candidatures se sont retirées l'une après l'autre. Il n'y avait pas assez de soutien à Emmen, Ede était occupée à organiser les championnats nationaux cette année et Den Bosch a déclaré qu'elle n'avait jamais été candidate officielle. En février, Alkmaar était la seule ville restante, après quoi l'organisation lui fut définitivement attribuée le 25 mars.

### Système de sélection
Le système de sélection dépend des catégories et des épreuves.

#### Course en ligne - hommes élite
La nation hôte peut aligner huit coureurs. Pour les autres nations, le quota dépend d'un classement cumulé, qui combine le classement mondial UCI par nations et le classement UCI Europe Tour par nations. La nation hôte est retirée du classement. Les 10 premières nations peuvent aligner huit coureurs, les 10 suivantes six, les 10 suivantes 4, les dix suivantes 2 et les autres nations peuvent aligner un coureur. Les quotas non utilisés seront redistribués (un par pays) aux nations classées à la 11e place ou au-delà.

#### Course en ligne - femmes élite
La nation hôte peut aligner huit coureuses. Pour les autres nations, le quota dépend du classement UCI par nations. La nation hôte est retirée du classement. Les 5 premières nations peuvent aligner huit coureuses, les 5 suivantes six, les 10 suivantes 4, les vingt suivantes 2 et les autres nations peuvent aligner une cycliste. Les quotas non utilisés seront redistribués (un par pays) aux nations classées à la 11e place ou au-delà.

#### Course en ligne - espoirs et juniors
Chaque nation peut aligner six concurrent(e)s. Dans les catégories espoirs, un(e) cycliste ayant déjà participé à une course élite lors d'un précédent championnat d'Europe ne peut pas s'engager.

#### Contre-la-montre individuel
Chaque nation peut aligner deux concurrent(e)s. Dans les catégories espoirs, un(e) cycliste ayant déjà participé à une course élite lors d'un précédent championnat d'Europe ne peut pas s'engager.

#### Relais mixte
Chaque nation doit aligner trois hommes et trois femmes. Les hommes partent en premier.

### Parcours
Le contre-la-montre est tracé sur un circuit de 22,4 kilomètres. Le relais mixte se déroule sur le parcours des contre-la-montre individuels. Le parcours de la course en ligne est tracé sur un circuit de 11,5 kilomètres. À chaque tour, un secteur pavé de 1100 mètres est placé juste avant la ligne d'arrivée. Deux bandes de roulement, avec des pavés de ville, encadrent le secteur pavé. Les élites hommes ont un parcours de 46,16 kilomètres à effectuer avant de rentrer sur le circuit,.

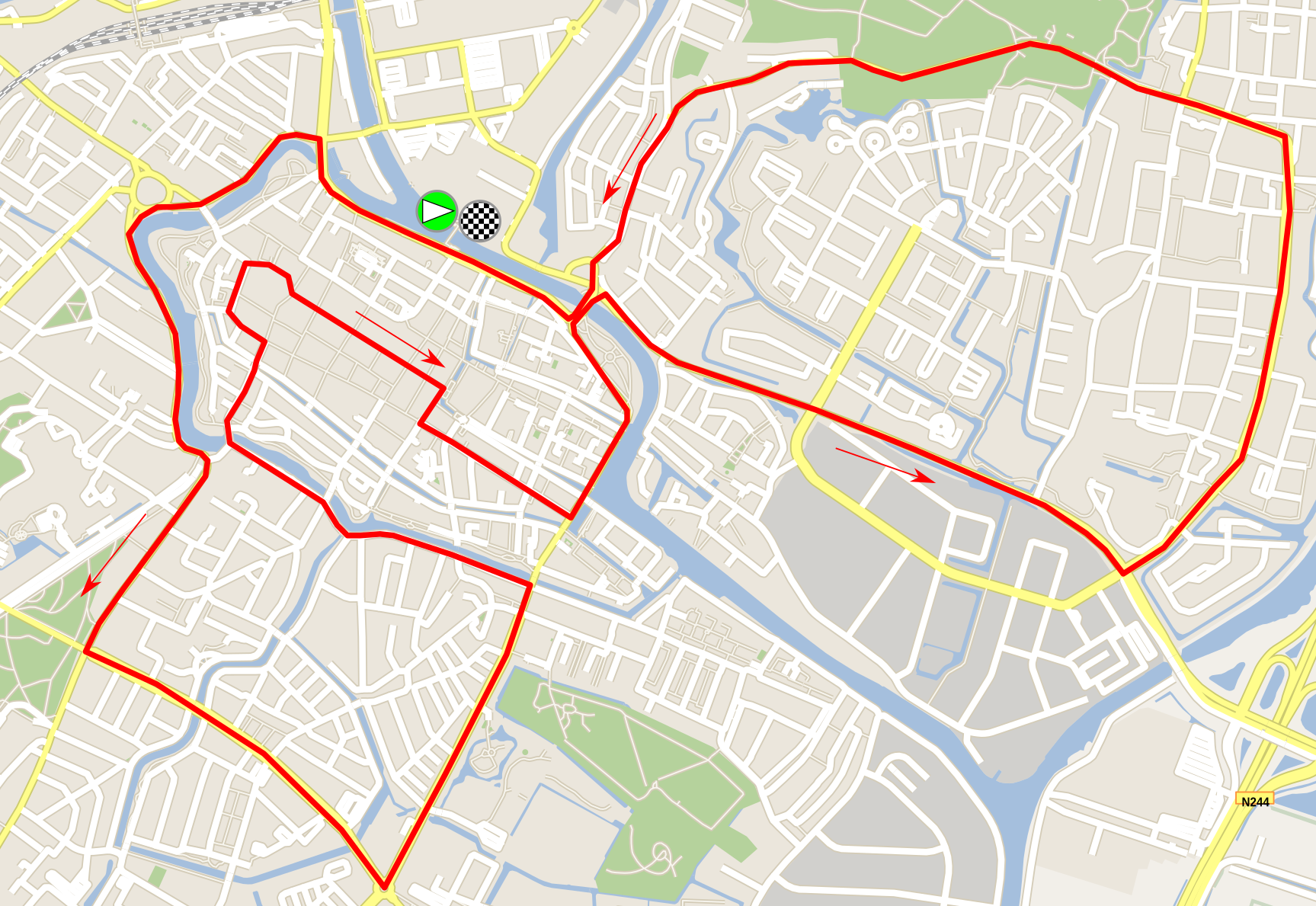
Circuit pour la course en ligne
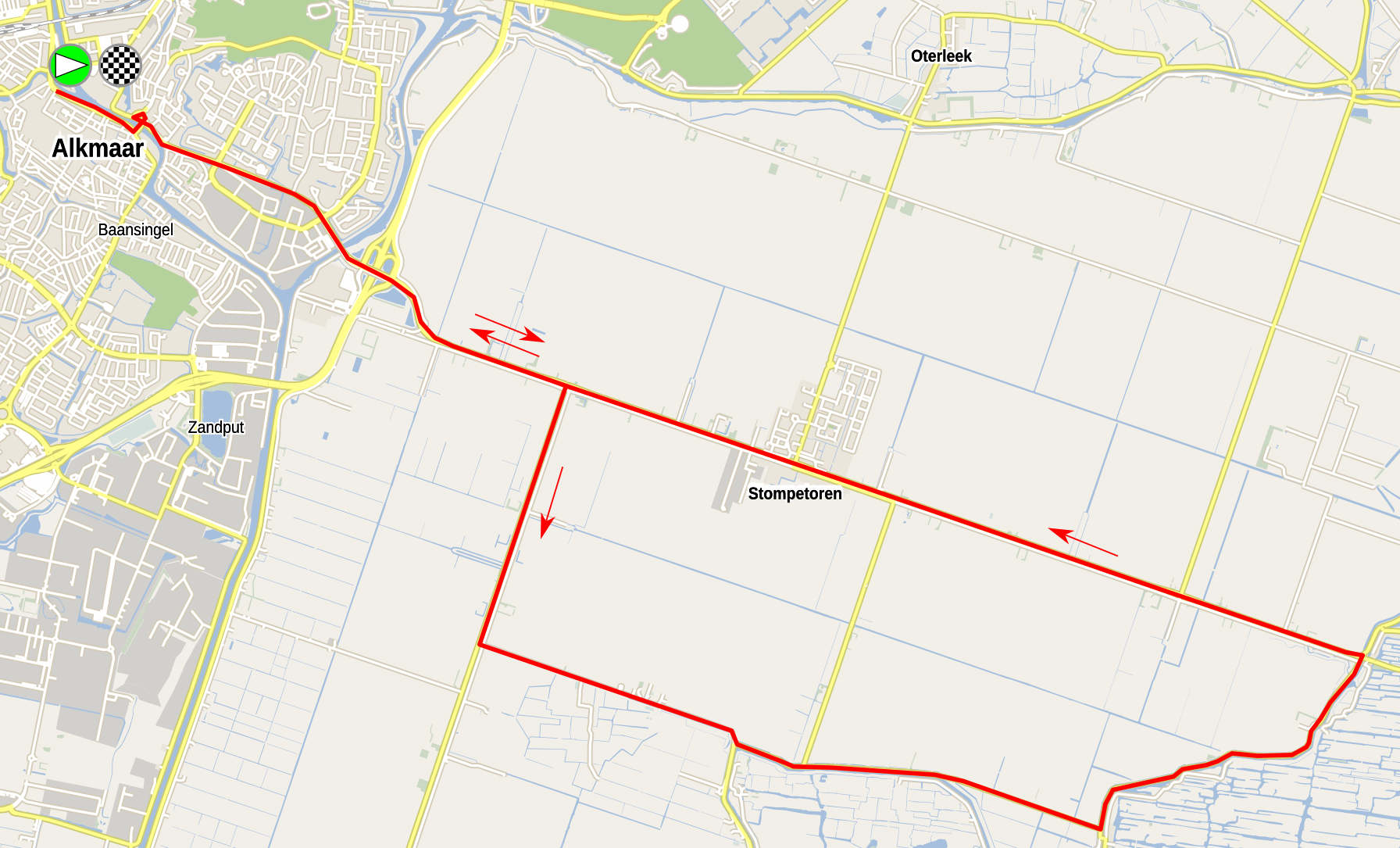
Circuit pour le contre-la-montre

### Programme
Le programme est le suivant :
| Date             | Horaire | Épreuve                                      | Distance | Tours  |
| ---------------- | ------- | -------------------------------------------- | -------- | ------ |
| Mercredi 7 août  | 09:00   | Femmes juniors - contre-la-montre individuel | 22,4 km  |        |
| Mercredi 7 août  | 11:15   | Hommes juniors - contre-la-montre individuel | 22,4 km  |        |
| Mercredi 7 août  | 14:30   | Élites - Relais mixte                        | 44,8 km  | 2      |
| Jeudi 8 août     | 09:00   | Femmes espoirs - contre-la-montre individuel | 22,4 km  |        |
| Jeudi 8 août     | 10:45   | Femmes élites - contre-la-montre individuel  | 22,4 km  |        |
| Jeudi 8 août     | 12:45   | Hommes espoirs - contre-la-montre individuel | 22,4 km  |        |
| Jeudi 8 août     | 15:00   | Hommes élites – contre-la-montre individuel  | 22,4 km  |        |
| Vendredi 9 août  | 09:00   | Femmes juniors - course en ligne             | 69,0 km  | 6      |
| Vendredi 9 août  | 12:00   | Femmes espoirs – course en ligne             | 92,0 km  | 8      |
| Vendredi 9 août  | 16:00   | Hommes juniors - course en ligne             | 115,0 km | 10     |
| Samedi 10 août   | 09:00   | Hommes espoirs – course en ligne             | 138,0 km | 12     |
| Samedi 10 août   | 13:00   | Femmes élites – course en ligne              | 115,0 km | 10     |
| Dimanche 11 août | 11:30   | Hommes élites – course en ligne              | 172,6 km | 11 + 1 |

### Prix
L'UEC attribue des primes lors des différentes épreuves.
|                  | Rang  | Hommes élites | Femmes élites | Hommes U23 | Femmes U23 | Hommes juniors | Femmes juniors | Total    |
| ---------------- | ----- | ------------- | ------------- | ---------- | ---------- | -------------- | -------------- | -------- |
| Courses en ligne | 1     | 6 000 €       | 6 000 €       | 2 000 €    | 2 000 €    | 700 €          | 700 €          | 17 400 € |
| Courses en ligne | 2     | 4 200 €       | 4 200 €       | 1 400 €    | 1 400 €    | 490 €          | 490 €          | 12 180 € |
| Courses en ligne | 3     | 2 400 €       | 2 400 €       | 800 €      | 800 €      | 280 €          | 280 €          | 6 960 €  |
| Courses en ligne | Total | 12 600 €      | 12 600 €      | 4 200 €    | 4 200 €    | 1 470 €        | 1 470 €        | 36 540 € |
| Contre-la-montre | 1     | 3 000 €       | 3 000 €       | 1 000 €    | 1 000 €    | 300 €          | 300 €          | 12 267 € |
| Contre-la-montre | 2     | 2 100 €       | 2 100 €       | 700 €      | 700 €      | 210 €          | 210 €          | 6 020 €  |
| Contre-la-montre | 3     | 1 200 €       | 1 200 €       | 400 €      | 400 €      | 120 €          | 120 €          | 3 440 €  |
| Contre-la-montre | Total | 6 300 €       | 6 300 €       | 2 100 €    | 2 100 €    | 630 €          | 630 €          | 18 060 € |
| Total            | Total | 18 900 €      | 18 900 €      | 6 300 €    | 6 300 €    | 2 100 €        | 2 100 €        | 54 600 € |

## Podiums

### Hommes
| Compétitions     | Or                    | Argent              | Bronze           |
| Hommes - élites  |                       |                     |                  |
| Course en ligne  | Elia Viviani          | Yves Lampaert       | Pascal Ackermann |
| Contre-la-montre | Remco Evenepoel       | Kasper Asgreen      | Edoardo Affini   |
| Hommes - Espoirs |                       |                     |                  |
| Course en ligne  | Alberto Dainese       | Niklas Larsen       | Rait Ärm         |
| Contre-la-montre | Johan Price-Pejtersen | Mikkel Bjerg        | Stefan Bissegger |
| Hommes - Juniors |                       |                     |                  |
| Course en ligne  | Andrii Ponomar        | Maurice Ballerstedt | Andrea Piccolo   |
| Contre-la-montre | Andrea Piccolo        | Lars Boven          | Enzo Leijnse     |

### Femmes
| Compétitions     | Or                  | Argent             | Bronze             |
| Femmes - élites  |                     |                    |                    |
| Course en ligne  | Amy Pieters         | Elena Cecchini     | Lisa Klein         |
| Contre-la-montre | Ellen Van Dijk      | Lisa Klein         | Lucinda Brand      |
| Femmes - Espoirs |                     |                    |                    |
| Course en ligne  | Letizia Paternoster | Marta Lach         | Lonneke Uneken     |
| Contre-la-montre | Hannah Ludwig       | Maria Novolodskaya | Elena Pirrone      |
| Femmes - Juniors |                     |                    |                    |
| Course en ligne  | Ilse Pluimers       | Sofie van Rooijen  | Kristina Nenadovic |
| Contre-la-montre | Shirin van Anrooij  | Aigul Gareeva      | Wilma Olausson     |

### Mixte
| Compétitions            | Or                                                                                               | Argent                                                                                    | Bronze |
| Contre-la-montre relais | Pays-Bas Koen Bouwman Bauke Mollema Ramon Sinkeldam Floortje Mackaij Riejanne Markus Amy Pieters | Allemagne Marco Mathis Jasha Sütterlin Justin Wolf Lisa Brennauer Lisa Klein Mieke Kröger | Italie Edoardo Affini Manuele Boaro Davide Martinelli Vittoria Guazzini Elisa Longo Borghini Silvia Valsecchi |

## Résultats détaillés

### Hommes élites - Course en ligne

#### Favoris
Devant son public et auteur de 11 victoires cette année, dont une étape du Tour de France, Dylan Groenewegen (Pays-Bas) est considéré comme le grand favoris. Trois autres participants ont gagné au moins un sprint sur les Grands Tours cette saison. Il s'agit de Pascal Ackermann (Allemagne), vainqueur de deux étapes et du classement par points sur le Tour d'Italie, et double vainqueur sur le récent Tour de Pologne, Elia Viviani (Italie), gagnant d'une étape du Tour de France et de la RideLondon-Surrey Classic, et Arnaud Démare (France), qui a levé les bras sur le Tour d'Italie et le récent Tour de Wallonie. Sam Bennett (Irlande), Alexander Kristoff (Norvège), titré il y a deux ans, Jasper Philipsen (Belgique), Luka Mezgec (Slovénie) et Mark Cavendish (Grande-Bretagne) peuvent également prétendre à une médaille.

#### Récit de la course
Des bordures se produisent sous l'effet du vent dans les premiers kilomètres de course : le peloton explose en six groupes. Les deux premières parties du peloton se rejoignent lors du deuxième des 11 tours du circuit. On retrouve alors 66 coureurs en tête de la course. Tim Merlier (Belgique) est le principal coureur piégé. Alexander Kristoff (Norvège) est victime d'une crevaison à plus de 77 km de l'arrivée et parvient à rentrer dans le peloton à 71,8 km du but.
Les italiens accélèrent le rythme du peloton, des cassures apparaissent à moins de 64 km de l'arrivée. Arnaud Démare (France) glisse sur une bande blanche et déchausse à 62,8 km de l'arrivée, ce qui l'empêche de figurer dans le groupe qui se détâche quelques hectomètres plus loin. 11 coureurs sont alors à l'avant : Matteo Trentin, Elia Viviani, Davide Cimolai, Simone Consonni (Italie), Pascal Ackermann, Rüdiger Selig (Allemagne), Florian Sénéchal (France), Sebastian Langeveld (Pays-Bas), Christopher Lawless (Grande-Bretagne), Luka Mezgec (Slovénie) et Erik Baška (Slovaquie). Kasper Asgreen (Danemark) parvient à le rejoindre à 61,5 km de la ligne. Les belges Yves Lampaert, puis Jasper Philipsen vont sortir du second groupe, mais seul Lampaert parviendra à rentrer sur la tête de course, à 60,3 km de l'arrivée. Le groupe de tête franchit la ligne d'arrivée avec 4 secondes d'avance sur Philipsen et 19 sur le deuxième groupe, mené par la Norvège.
Philipsen se met dans le rouge et est repris par le deuxième groupe. Alors que les Pays-Bas viennent eux aussi prendre part à la poursuite, l'écart est de 29 secondes à 54 km du but. L'avance du groupe de tête va ensuite diminuer, avant de remonter à 35 secondes 4 km plus loin. L'écart va osciller autour de cette marque pendant de nombreux kilomètres, puis se stabiliser autour des 30 secondes à 44 km de l'arrivée. Le groupe de chasse possède 21 secondes de retard à la fin du 8e tour, l'écart se stabilise ensuite autour des 20 secondes. Cimolai est distancé à 27,4 km de l'arrivée.
Viviani, Ackermann et Lampaert s'extirpent du groupe de tête 600 m plus loin. A 24,5 km de l'arrivée, le trio possède 16 secondes d'avance sur leurs ex-compagnons de fugue et 30 sur le groupe Groenewegen. Le groupe de poursuivants est repris à la fin du secteur pavé, avec 22 secondes de retard sur le trio de tête. L'écart est de 40 secondes sur la ligne, puis de 49 secondes à 20 km de l'arrivée. La poursuite est alors mené par les Pays-Bas et la Grande-Bretagne, puis Florian Sénéchal et les norvégiens. L'écart grimpe à 58 secondes à 14,4 km du but. Le peloton franchit la ligne avec 48 secondes de retard. Les néerlandais ramènent le peloton à 35 secondes du trio de tête à 5,5 km de l'arrivée. Dylan Van Baarle (Pays-Bas) s'écarte à environ 4 km de l'arrivée, le peloton stoppe la poursuite.
Yves Lampaert attaque à 3,6 km de l'arrivée. Elia Viviani laisse Pascal Ackermann faire l'effort durant 300 m, avant de laisser l'allemand sur place et d'aller rejoindre Lampaert. Le belge lance le sprint à 200 m de la ligne, mais Viviani le dépasse s'impose largement. Ackermann s'empare de la médaille de bronze, 9 secondes après le vainqueur. Alexander Kristoff règle le sprint du peloton, avec 33 secondes de retard,,.

#### Classement
|    | Coureur            | Pays      |    | Temps           |
| -- | ------------------ | --------- | -- | --------------- |
| 1  | Elia Viviani       | Italie    | en | 3 h 30 min 52 s |
| 2  | Yves Lampaert      | Belgique  | +  | 1 s             |
| 3  | Pascal Ackermann   | Allemagne |    | 9 s             |
| 4  | Alexander Kristoff | Norvège   |    | 33 s            |
| 5  | Michael Mørkøv     | Danemark  |    | 33 s            |
| 6  | Sam Bennett        | Irlande   |    | 33 s            |
| 7  | Matteo Trentin     | Italie    |    | 33 s            |
| 8  | Luka Mezgec        | Slovénie  |    | 33 s            |
| 9  | Arnaud Démare      | France    |    | 33 s            |
| 10 | Rüdiger Selig      | Allemagne |    | 33 s            |

### Hommes élites - Contre-la-montre

#### Favoris
Plusieurs concurrents ont remporté le contre-la-montre de leur dernier championnat national : Alex Dowsett (Grande-Bretagne), Stefan Küng (Suisse), Jos Van Emden (Pays-Bas), Kasper Asgreen (Danemark), Filippo Ganna (Italie), Jan Bárta (République Tchèque), Tobias Ludvigsson (Suède, en 2018), Matthias Brändle (Autriche), Ján Andrej Cully (Slovaquie) et Òscar Cabanas (Andorre). Les belges Yves Lampaert, vainqueur du dernier contre-la-montre du Tour de Suisse et 2e aux championnats de Belgique, et Remco Evenepoel, titré l'an passé aux championnats du monde juniors et 3e des championnats de Belgique en 2019, sont également présents.

#### Classement
|    | Coureur             | Pays            |    | Temps          |
| -- | ------------------- | --------------- | -- | -------------- |
| 1  | Remco Evenepoel     | Belgique        | en | 24 min 55 s 19 |
| 2  | Kasper Asgreen      | Danemark        | +  | 19 s           |
| 3  | Edoardo Affini      | Italie          |    | 21 s           |
| 4  | Stefan Küng         | Suisse          |    | 21 s           |
| 5  | Alex Dowsett        | Grande-Bretagne |    | 22 s           |
| 6  | Filippo Ganna       | Italie          |    | 23 s           |
| 7  | Yves Lampaert       | Belgique        |    | 29 s           |
| 8  | Jos Van Emden       | Pays-Bas        |    | 31 s           |
| 9  | Martin Toft Madsen  | Danemark        |    | 40 s           |
| 10 | Sebastian Langeveld | Pays-Bas        |    | 59 s           |

### Femmes élites - Course en ligne

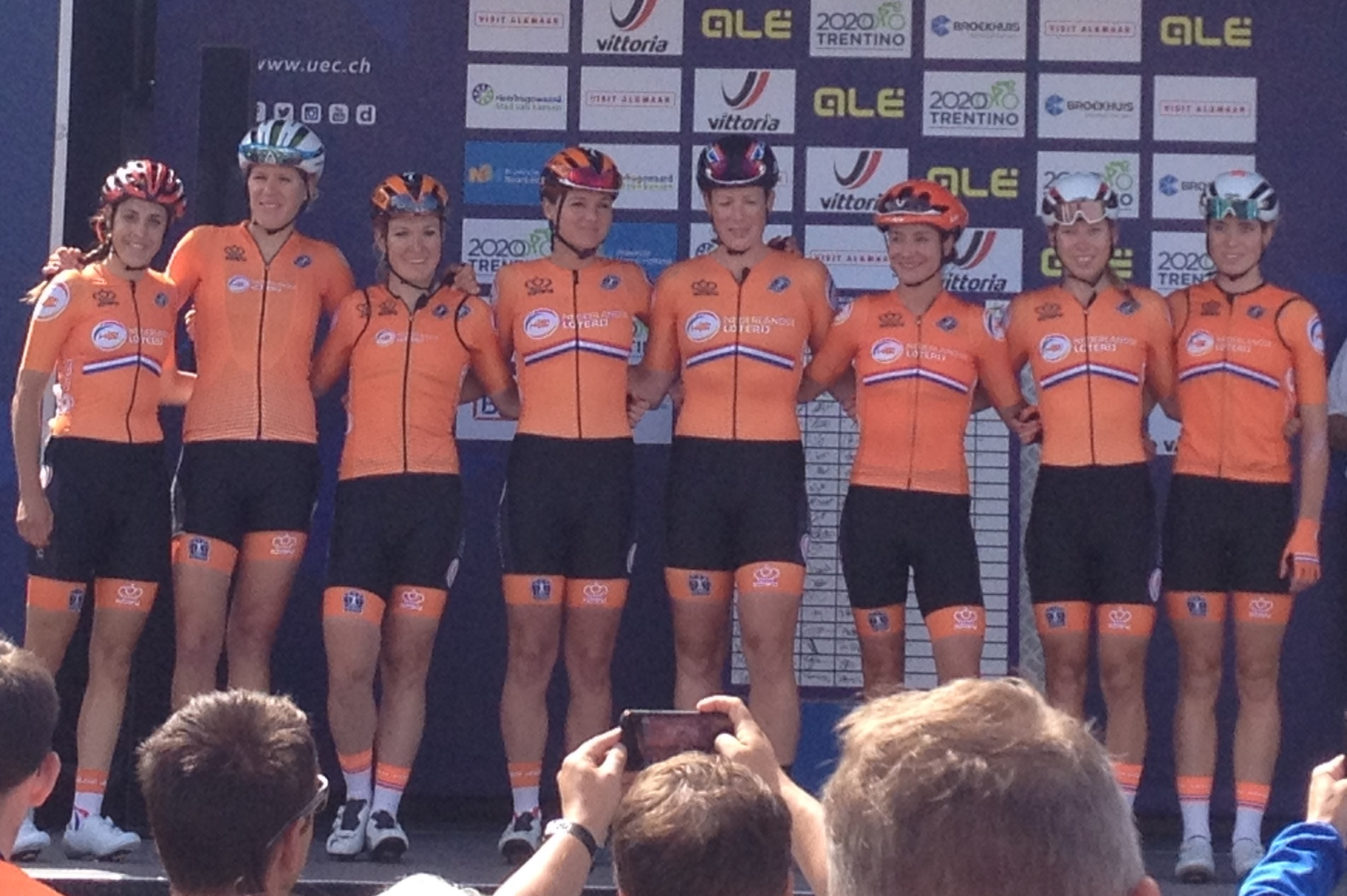
L'équipe des Pays-Bas.

#### Favorites
Tenante du titre, Marta Bastianelli (Italie), auteure en 2019 de 8 victoires dont le Tour de Drenthe et le Tour des Flandres, visera à nouveau le maillot étoilé. A domicile, l'équipe des Pays-Bas sera favorite : les sprinteuses Lorena Wiebes, 12 victoires cette saison dont la RideLondon-Classique, et Kirsten Wild seront à surveiller, tout comme Marianne Vos, gagnante notamment de quatre étapes du dernier Giro et titrée il y a deux ans. La pistard Lotte Kopecky (Belgique), Amalie Dideriksen (Danemark), sacrée championne du monde au Qatar, Roxane Fournier (France) et la championne d'Allemagne Lisa Brennauer sont aussi présentes.

#### Récit de la course

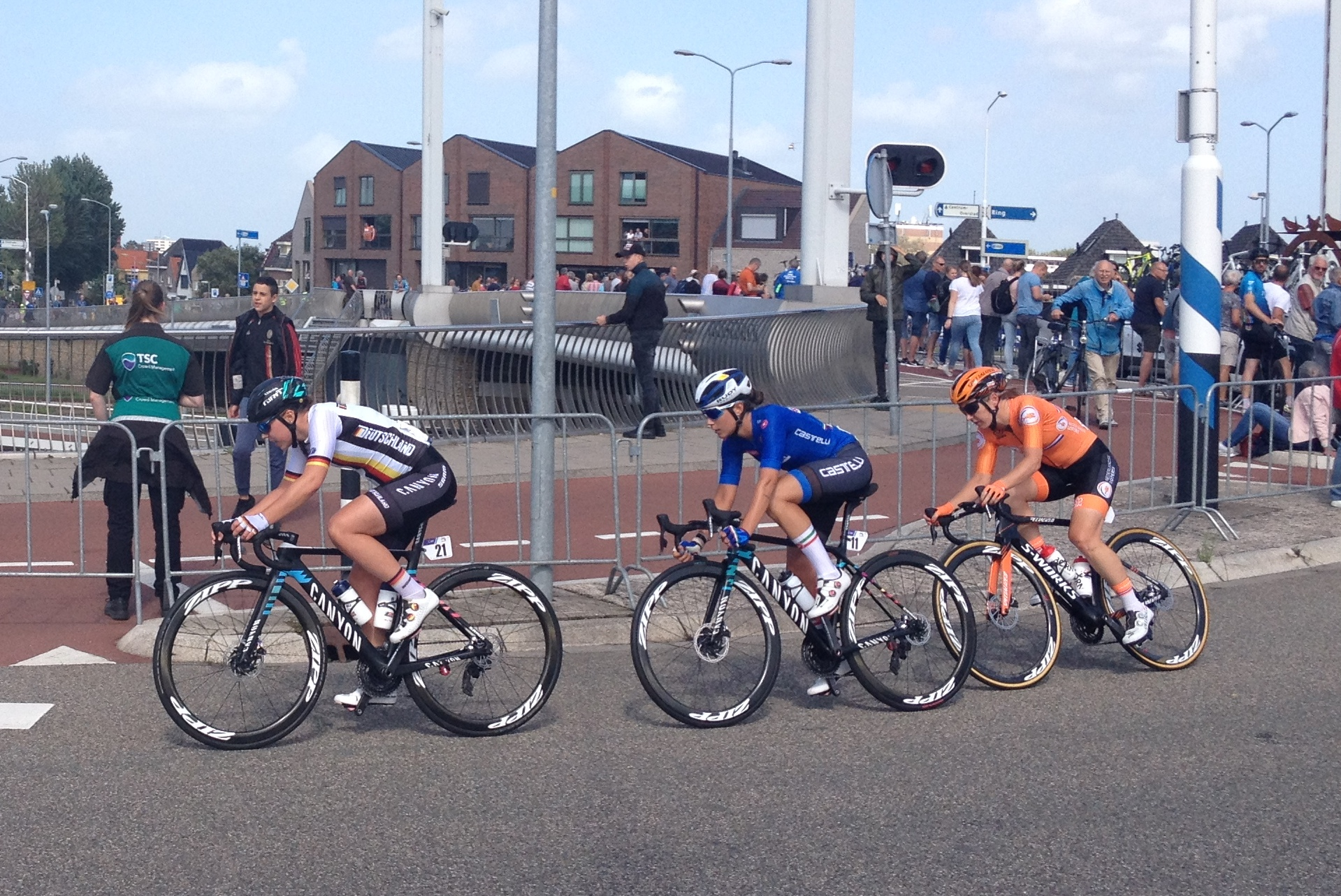
Klein, Cecchini et Pieters.

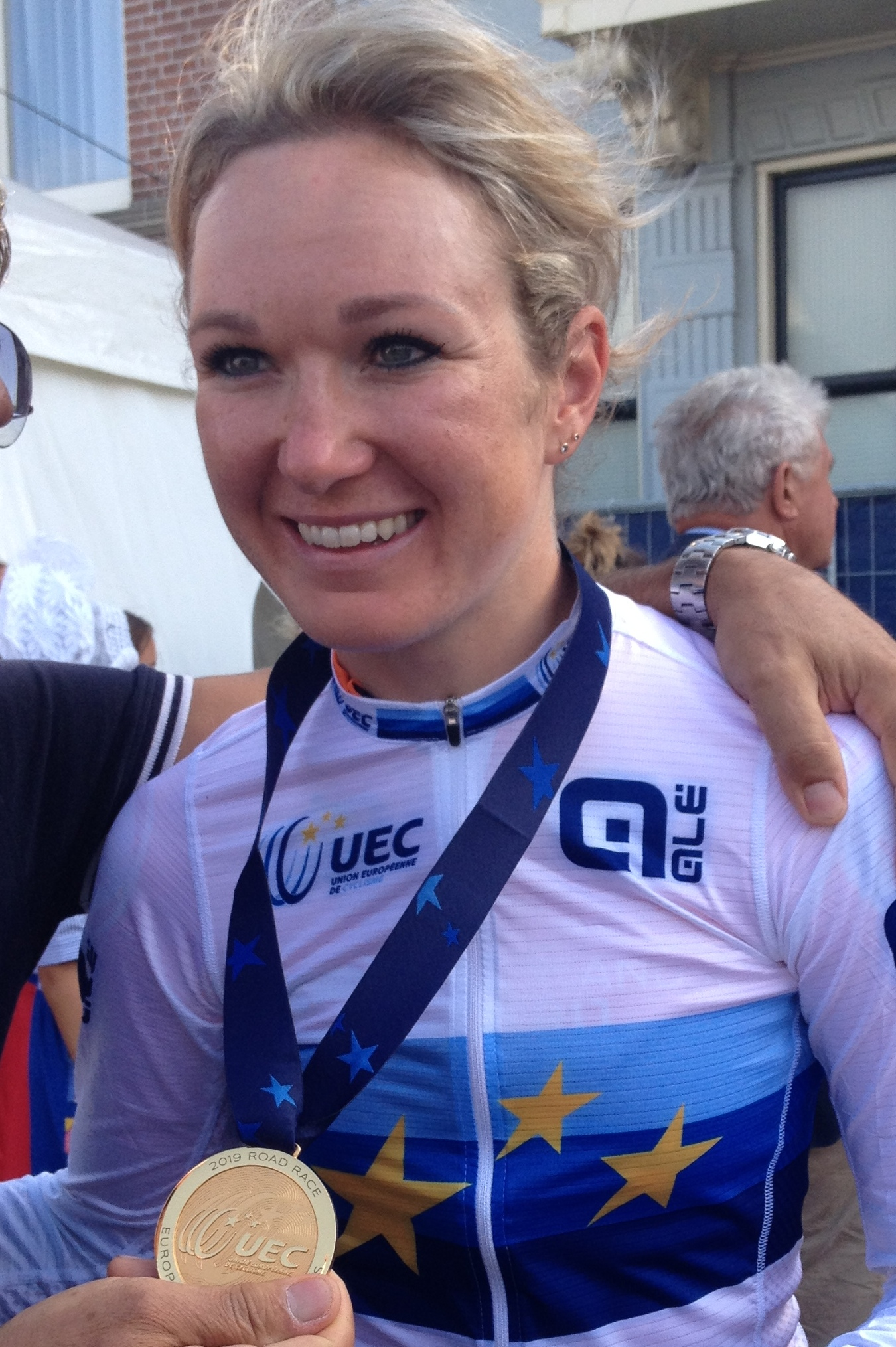
Amy Pieters.

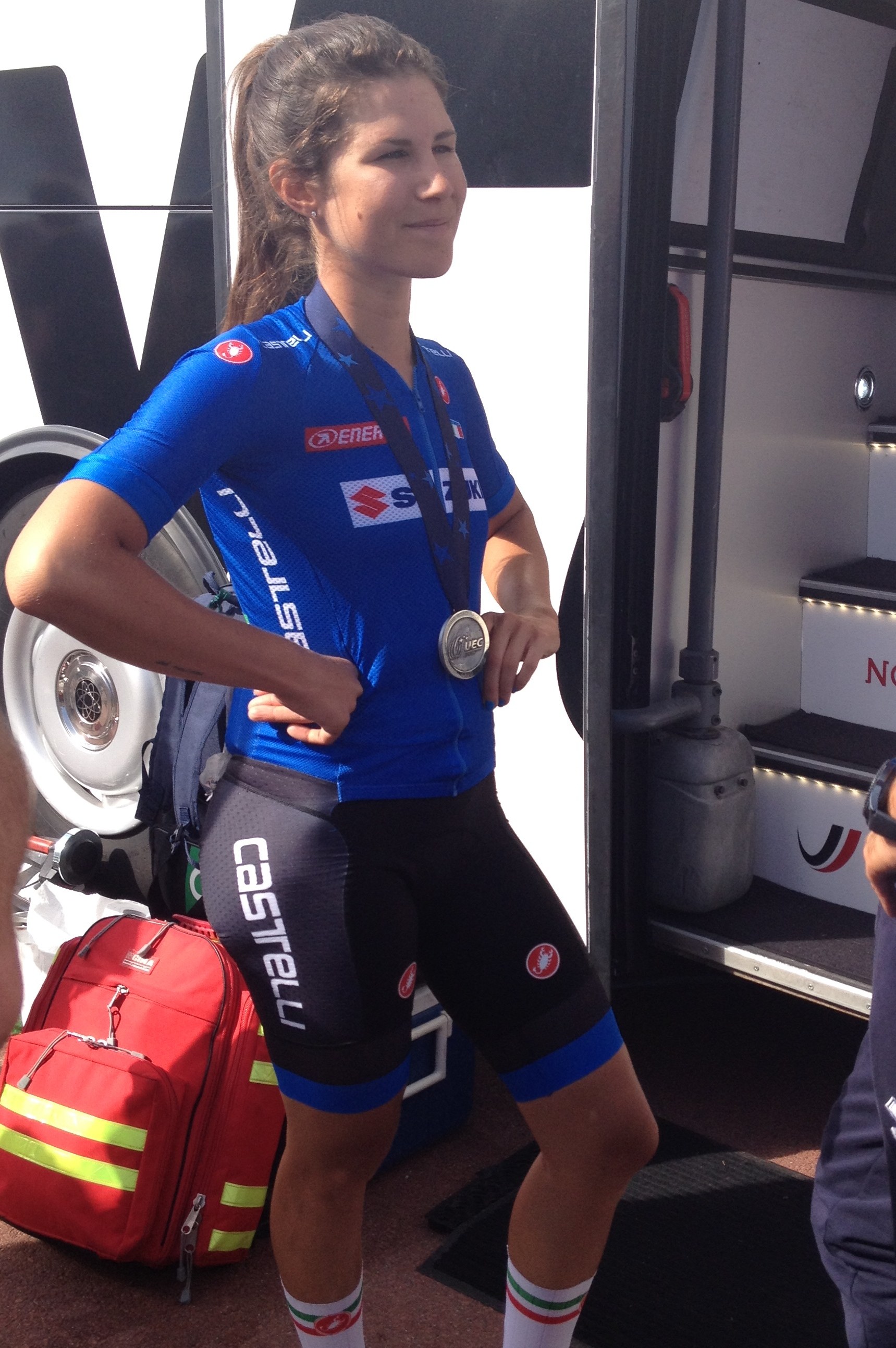
Elena Cecchini.

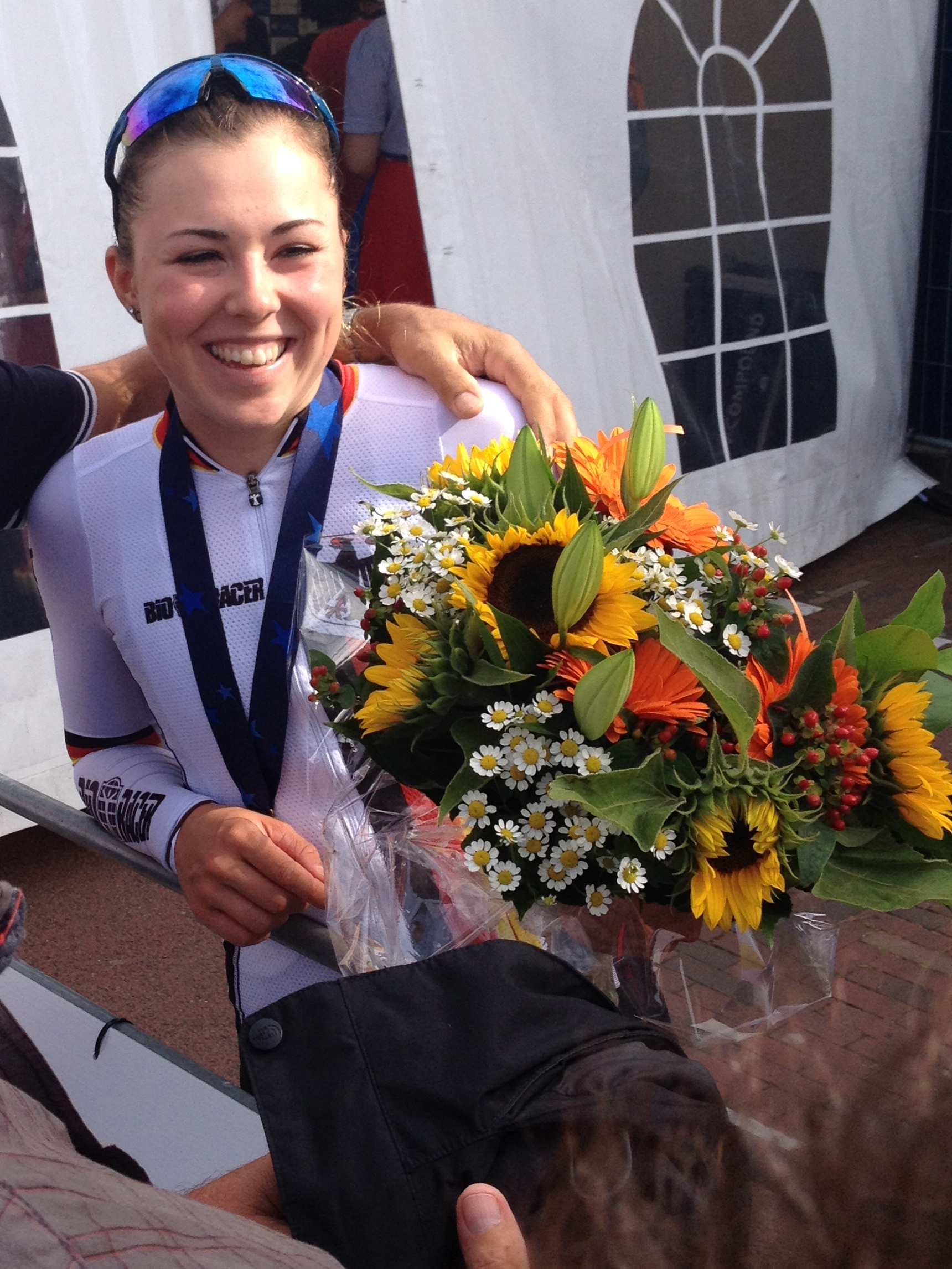
Lisa Klein.

Les néerlandaises profitent du vent pour faire créer des bordures dès le début de la course. Le premier peloton est rapidement composé de 39 coureuses. Amalie Dideriksen (Danemark) et Ellen Van Dijk (Pays-Bas) font partie des principales piégées. Alors que l'écart entre les deux peloton est d'une minute 24 secondes, le premier groupe explose à nouveau, en deux parties, sur la fin du deuxième tour. Le groupe de tête est composé de 15 concurrentes : Chantal Blaak, Lucinda Brand, Amy Pieters, Demi Vollering, Lorena Wiebes (Pays-Bas), Elena Cecchini, Tatiana Guderzo, Elisa Longo Borghini (Italie), Lisa Brennauer,  Romy Kasper, Lisa Klein (Allemagne), Anna Henderson (Grande-Bretagne), Aude Biannic (France), Christine Majerus (Luxembourg) et Susanne Andersen (Norvège). Il possède à 93 km de l'arrivée 25 secondes d'avance sur le deuxième groupe et 1 minute 31 sur le peloton des piégées. Le groupe de chasse, mené par les espagnoles, passe sur la ligne avec 35 secondes de retard, le peloton avec 1 minute 45.
Le deuxième groupe est ensuite mené par l'Italie et la Belgique, tandis que les Pays-Bas sont toujours en tête du premier groupe. L'écart oscille autour des 20 secondes. Lotte Kopecky (Belgique) et Katarzyna Wilkos (Pologne) chutent au début du secteur pavé du troisième tour. L'ensemble du deuxième groupe, excepté Kopecky et Wilkos, vont réussir à rentrer sur le groupe de tête dans le début du tour suivant. Amy Pieters s'échappe à 76,9 km de l'arrivée, suivi par Lisa Klein et Elena Cecchini.
Le trio possède 20 secondes d'avance sur le peloton à 74 km du but. L'écart va vite grandir, il passe au-delà de la minute deux kilomètres plus loin. Tandis que Lotte Kopecky a fait son retour dans le peloton, l'écart est de 2 minutes 13 lors du passage sur la ligne. Lucinda Brand, puis Aude Biannic vont tenter de lancer une contre-attaque, sans succès. L'avance du trio de tête va se stabiliser autour des 2 minutes. Marianne Vos (Pays-Bas) accélère à son tour à plus de 61 km de l'arrivée, sans plus de succès. L'écart va ensuite remonter, il est de 2 minutes 19 sur la ligne, tandis que le deuxième peloton est pointé à 3 minutes 37 secondes. Après plusieurs nouvelles attaques sans succès, notamment des néerlandaises, l'équipe de Grande-Bretagne prend en charge la poursuite, le retard de peloton se stabilise autour des 2 minutes, avant de remonter sur la fin de ce 6e tour, à 2 minutes 20 sur la ligne. Les britanniques vont ensuite réduire de nouveau l'écart d'une dizaine de secondes. L'avance va se stabliser autour de 2 minutes à 39 km du but. L'écart est de 1 minute 39 sur la ligne. L'équipe de Belgique va participer à la poursuite à environ 33 km de l'arrivée, mais ne parvient pas à réduire le retard du peloton. Le trio de tête va même reprendre provisoirement 10 secondes.
Les Pays-Bas vont alors prendre en main la chasse sur la fin du 8e tour, conformément aux souhaits d'Amy Pieters, qui voulait mettre la pression sur ses deux rivales, pour éviter qu'elles attaquent ou qu'elles ne sautent des relais. L'écart va chuter à 1 minute 23 à 20 km de la ligne, puis passe sous la minute à 15,7 km de l'arrivée. Les néerlandaises vont réduire l'écart à 40 secondes, avant de relâcher leur effort. La Belgique va prendre le relais, l'écart est de 44 secondes sur la ligne. Le trio de tête va ensuite reprendre du champ, leur avance passe au-delà de la minute à 7,8 km de l'arrivée.
Anna Henderson va attaquer quelques hectomètres plus loin, sans succès. Klein mène le trio de tête à la fin du secteur pavé, Pieters laisse une petite cassure pour inciter Cecchini à passer devant. L'italienne ne passe pas, c'est finalement la néerlandaise qui fait l'effort pour revenir rapidement dans la roue de l'allemande. Amy Pieters lance le sprint à 200 m de la ligne et s'impose nettement devant Elene Cecchini et Lisa Klein. Lorena Wiebes remporte le sprint du peloton devant Alice Barnes (Grande-Bretagne), à 25 secondes du trio de tête.

#### Classement
|    | Coureur           | Pays            |    | Temps          |
| -- | ----------------- | --------------- | -- | -------------- |
| 1  | Amy Pieters       | Pays-Bas        | en | 2 h 56 min 3 s |
| 2  | Elena Cecchini    | Italie          | +  | m.t            |
| 3  | Lisa Klein        | Allemagne       |    | m.t            |
| 4  | Lorena Wiebes     | Pays-Bas        |    | 25 s           |
| 5  | Alice Barnes      | Grande-Bretagne |    | 25 s           |
| 6  | Kirsten Wild      | Pays-Bas        |    | 25 s           |
| 7  | Lisa Brennauer    | Allemagne       |    | 25 s           |
| 8  | Susanne Andersen  | Norvège         |    | 25 s           |
| 9  | Christine Majerus | Luxembourg      |    | 25 s           |
| 10 | Rasa Leleivyte    | Lituanie        |    | 25 s           |

### Femmes élites - Contre-la-montre

#### Favorites
Ellen Van Dijk (Pays-Bas) visera un 4e titre européen consécutif. Plusieurs conccurentes s'alignent avec un statut de championne nationale de la spécialité : Lisa Klein (Allemagne), Séverine Eraud (France), Anna Kiesenhofer (Autriche), Alice Barnes (Grande-Bretagne), Kelly Murphy (Irlande), Valeriya Kononenko (Ukraine), Anastasiia Pliaskina (Russie), Tereza Korvasová (République Tchèque), Rotem Gafinovitz (Israël), Tatsiana Sharakova (Biélorussie), Mia Radotić (Croatie), Liisi Rist (Estonie), Kataržina Sosna (Lituanie), Vita Heine (Norvège), Daniela Reis (Portugal) et Tatiana Jaseková (Slovaquie).

#### Classement
|    | Coureur            | Pays            |    | Temps         |
| -- | ------------------ | --------------- | -- | ------------- |
| 1  | Ellen Van Dijk     | Pays-Bas        | en | 28 min 7 s 73 |
| 2  | Lisa Klein         | Allemagne       | +  | 30 s          |
| 3  | Lucinda Brand      | Pays-Bas        |    | 52 s          |
| 4  | Vita Heine         | Norvège         |    | 54 s          |
| 5  | Anna Kiesenhofer   | Autriche        |    | 1 min 3 s     |
| 6  | Mieke Kröger       | Allemagne       |    | 1 min 7 s     |
| 7  | Hayley Simmonds    | Grande-Bretagne |    | 1 min 14 s    |
| 8  | Pernille Mathiesen | Danemark        |    | 1 min 15 s    |
| 9  | Alice Barnes       | Grande-Bretagne |    | 1 min 15 s    |
| 10 | Kelly Murphy       | Irlande         |    | 1 min 31 s    |

### Hommes espoirs - Course en ligne

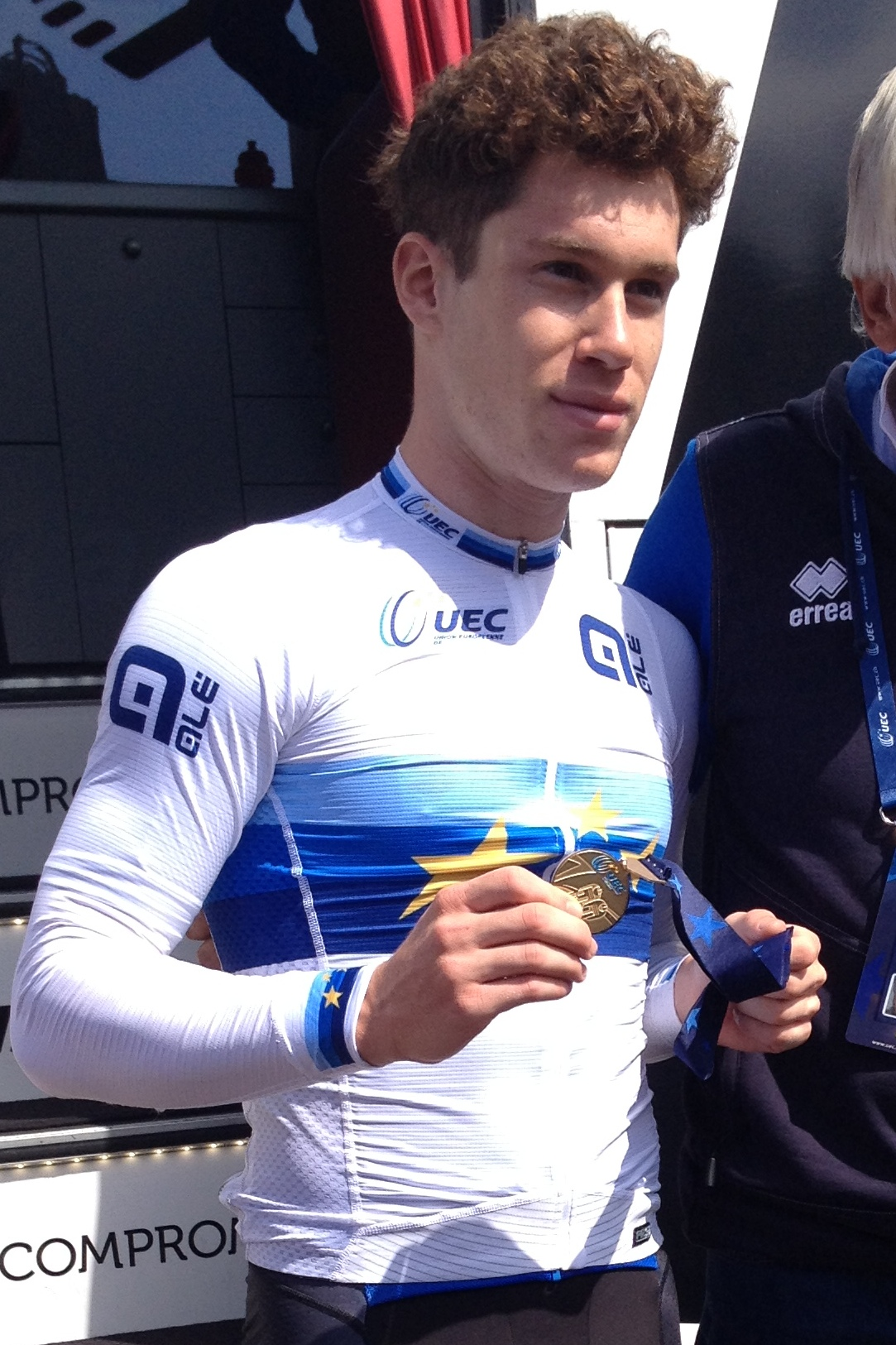
Alberto Dainese.

|    | Coureur               | Pays            |    | Temps          |
| -- | --------------------- | --------------- | -- | -------------- |
| 1  | Alberto Dainese       | Italie          | en | 3 h 8 min 53 s |
| 2  | Niklas Larsen         | Danemark        | +  | m.t            |
| 3  | Rait Ärm              | Estonie         |    | m.t            |
| 4  | Stanislaw Aniolkowski | Pologne         |    | m.t            |
| 5  | Nils Eekhoff          | Pays-Bas        |    | m.t            |
| 6  | Gerben Thijssen       | Belgique        |    | m.t            |
| 7  | Stefan Bissegger      | Suisse          |    | m.t            |
| 8  | Robin Froidevaux      | Suisse          |    | m.t            |
| 9  | Michele Gazzoli       | Italie          |    | m.t            |
| 10 | Matthew Walls         | Grande-Bretagne |    | m.t            |

### Hommes espoirs - Contre-la-montre
|    | Coureur               | Pays       |    | Temps          |
| -- | --------------------- | ---------- | -- | -------------- |
| 1  | Johan Price-Pejtersen | Danemark   | en | 25 min 53 s 24 |
| 2  | Mikkel Bjerg          | Danemark   | +  | 12 s           |
| 3  | Stefan Bissegger      | Suisse     |    | 13 s           |
| 4  | Iver Johan Knotten    | Norvège    |    | 22 s           |
| 5  | Andreas Leknessund    | Norvège    |    | 31 s           |
| 6  | Daan Hoole            | Pays-Bas   |    | 38 s           |
| 7  | Kevin Geniets         | Luxembourg |    | 39 s           |
| 8  | Jakub Otruba          | Tchéquie   |    | 43 s           |
| 9  | Ilan Van Wilder       | Belgique   |    | 45 s           |
| 10 | Antonio Puppio        | Italie     |    | 50 s           |

### Femmes espoirs - Course en ligne
|    | Coureuse            | Pays            |    | Temps          |
| -- | ------------------- | --------------- | -- | -------------- |
| 1  | Letizia Paternoster | Italie          | en | 2 h 15 min 0 s |
| 2  | Marta Lach          | Pologne         | +  | m.t            |
| 3  | Lonneke Uneken      | Pays-Bas        |    | m.t            |
| 4  | Maria Martins       | Portugal        |    | m.t            |
| 5  | Franziska Koch      | Allemagne       |    | m.t            |
| 6  | Ingvild Gåskjenn    | Norvège         |    | m.t            |
| 7  | Clara Copponi       | France          |    | m.t            |
| 8  | Pfeiffer Georgi     | Grande-Bretagne |    | m.t            |
| 9  | Aline Seitz         | Suisse          |    | m.t            |
| 10 | Elisa Balsamo       | Italie          |    | m.t            |

### Femmes espoirs - Contre-la-montre
|    | Coureuse                         | Pays            |    | Temps          |
| -- | -------------------------------- | --------------- | -- | -------------- |
| 1  | Hannah Ludwig                    | Allemagne       | en | 29 min 20 s 85 |
| 2  | Maria Novolodskaya               | Russie          | +  | 38 s           |
| 3  | Elena Pirrone                    | Italie          |    | 40 s           |
| 4  | Aurela Nerlo                     | Pologne         |    | 42 s           |
| 5  | Emma Cecilie Norsgaard Jørgensen | Danemark        |    | 42 s           |
| 6  | Elizabeth Holden                 | Grande-Bretagne |    | 49 s           |
| 7  | Letizia Paternoster              | Italie          |    | 50 s           |
| 8  | Agnieszka Skalniak               | Pologne         |    | 54 s           |
| 9  | Maaike Boogaard                  | Pays-Bas        |    | 1 min 6 s      |
| 10 | Anna Henderson                   | Grande-Bretagne |    | 1 min 27 s     |

### Hommes juniors - Course en ligne
|    | Coureur             | Pays      |    | Temps           |
| -- | ------------------- | --------- | -- | --------------- |
| 1  | Andrii Ponomar      | Ukraine   | en | 2 h 32 min 27 s |
| 2  | Maurice Ballerstedt | Allemagne | +  | 21 s            |
| 3  | Andrea Piccolo      | Italie    |    | 21 s            |
| 4  | Enzo Leijnse        | Pays-Bas  |    | 21 s            |
| 5  | Marco Brenner       | Allemagne |    | 38 s            |
| 6  | Mathias Vacek       | Tchéquie  |    | 43 s            |
| 7  | Olav Kooij          | Pays-Bas  |    | 43 s            |
| 8  | Casper van Uden     | Pays-Bas  |    | 43 s            |
| 9  | Paul Penhoet        | France    |    | 43 s            |
| 10 | Edoardo Zambanini   | Italie    |    | 43 s            |

### Hommes juniors - Contre-la-montre
|    | Coureur                | Pays      |    | Temps          |
| -- | ---------------------- | --------- | -- | -------------- |
| 1  | Andrea Piccolo         | Italie    | en | 26 min 52 s 71 |
| 2  | Lars Boven             | Pays-Bas  | +  | 12 s           |
| 3  | Enzo Leijnse           | Pays-Bas  |    | 14 s           |
| 4  | Adam Holm              | Danemark  |    | 27 s           |
| 5  | Gleb Karpenko          | Estonie   |    | 34 s           |
| 6  | Antonio Tiberi         | Italie    |    | 36 s           |
| 7  | Hugo Page              | France    |    | 47 s           |
| 8  | Andrii Ponomar         | Ukraine   |    | 48 s           |
| 9  | Maurice Ballerstedt    | Allemagne |    | 51 s           |
| 10 | Johannes Staune-Mittet | Norvège   |    | 1 min 0 s      |

### Femmes juniors - Course en ligne
|    | Coureuse           | Pays     |    | Temps           |
| -- | ------------------ | -------- | -- | --------------- |
| 1  | Ilse Pluimers      | Pays-Bas | en | 1 h 44 min 14 s |
| 2  | Sofie van Rooijen  | Pays-Bas | +  | 4 s             |
| 3  | Kristina Nenadovic | France   |    | 4 s             |
| 4  | Akvilė Gedraitytė  | Lituanie |    | 4 s             |
| 5  | Julie De Wilde     | Belgique |    | 4 s             |
| 6  | Jade Lenaers       | Belgique |    | 4 s             |
| 7  | Valeria Golayeva   | Russie   |    | 4 s             |
| 8  | Shirin van Anrooij | Pays-Bas |    | 4 s             |
| 9  | Iuliia Galimullina | Russie   |    | 4 s             |
| 10 | Sofia Collinelli   | Italie   |    | 4 s             |

### Femmes juniors - Contre-la-montre
|    | Coureuse           | Pays      |    | Temps          |
| -- | ------------------ | --------- | -- | -------------- |
| 1  | Shirin van Anrooij | Pays-Bas  | en | 30 min 18 s 48 |
| 2  | Aigul Gareeva      | Russie    | +  | 3 s            |
| 3  | Wilma Olausson     | Suède     |    | 42 s           |
| 4  | Camilla Alessio    | Italie    |    | 49 s           |
| 5  | Leonie Bos         | Pays-Bas  |    | 49 s           |
| 6  | Sofia Collinelli   | Italie    |    | 53 s           |
| 7  | Tuva Byberg        | Norvège   |    | 55 s           |
| 8  | Mie Saabye         | Danemark  |    | 1 min 3 s      |
| 9  | Lucy Mayrhofer     | Allemagne |    | 1 min 12 s     |
| 10 | Mariia Miliaeva    | Russie    |    | 1 min 20 s     |

### Relais mixte
|      | Pays      | hommes | hommes      | Femmes | Femmes      |    | Temps final |
| ---- | --------- | ------ | ----------- | ------ | ----------- | -- | ----------- |
| Pos. | Pays      | Temps  | Pos.        | Temps  |             |    | Temps final |
| 1    | Pays-Bas  | 1      | 25 min 7 s  | 2      | 27 min 42 s | en | 52 min 49 s |
| 2    | Allemagne | 3      | 25 min 29 s | 1      | 27 min 34 s | +  | 15 s        |
| 3    | Italie    | 2      | 25 min 21 s | 3      | 28 min 53 s |    | 1 min 25 s  |
| 4    | Belgique  | 5      | 26 min 5 s  | 4      | 29 min 7 s  |    | 2 min 22 s  |
| 5    | France    | 4      | 25 min 35 s | 5      | 29 min 39 s |    | 2 min 25 s  |
| 6    | Russie    | 7      | 26 min 46 s | 6      | 30 min 14 s |    | 4 min 11 s  |
| 7    | Tchéquie  | 6      | 26 min 6 s  | 7      | 31 min 14 s |    | 4 min 32 s  |
| 8    | Slovaquie | 8      | 27 min 20 s | 8      | 31 min 59 s |    | 6 min 31 s  |

## Tableau des médailles
Avec quatre titres féminins et le relais mixte, les Pays-Bas terminent en tête du classement des médailles.
| Rang  | Nation    | Or | Argent | Bronze | Total |
| ----- | --------- | -- | ------ | ------ | ----- |
| 1     | Pays-Bas  | 5  | 2      | 3      | 10    |
| 2     | Italie    | 4  | 1      | 4      | 9     |
| 3     | Allemagne | 1  | 3      | 2      | 6     |
| 4     | Danemark  | 1  | 3      | 0      | 4     |
| 5     | Belgique  | 1  | 1      | 0      | 2     |
| 6     | Ukraine   | 1  | 0      | 0      | 1     |
| 7     | Russie    | 0  | 2      | 0      | 2     |
| 8     | Pologne   | 0  | 1      | 0      | 1     |
| 9     | Estonie   | 0  | 0      | 1      | 1     |
| 9     | France    | 0  | 0      | 1      | 1     |
| 9     | Suède     | 0  | 0      | 1      | 1     |
| 9     | Suisse    | 0  | 0      | 1      | 1     |
| Total | Total     | 13 | 13     | 13     | 39    |

## Diffuseurs
| Pays     | Diffuseur   |
| -------- | ----------- |
| Europe   | Eurosport 2 |
| Belgique | VRT         |
| Danemark | TV 2        |
| Estonie  | ETV 2       |
| France   | France 3    |
| Italie   | Rai Sport   |
| Norvège  | NRK2        |
| Pays-Bas | NPO 1       |
| Pologne  | TVP Sport   |
| Slovénie | RTVS        |